# Hedningepigen
Hedningepigen er en amerikansk stumfilm fra 1920 af D. W. Griffith.

## Medvirkende
- Richard Barthelmess som Dan McGuire
- Clarine Seymour som Mary
- Creighton Hale som Walter Kincaid
- George MacQuarrie som Franklyn Blythe
- Kate Bruce som Mrs. Blythe
- Porter Strong som Reverend Peter
- Anders Randolf
- Walter James som Wando
- Thomas Carr som Donald Blythe
- Herbert Sutch som Thomas
- Adolph Lestina
- Ben Grauer
- Walter Kolomoku
- Florence Short som Pansy